# Верхній Таймет
Верхній Тайме́т (рос. Верхний Таймет) — селище у складі Таштагольського району Кемеровської області, Росія. Входить до складу Кизил-Шорського сільського поселення.
Стара назва — Таймет.

## Населення
Населення — 9 осіб (2010; 13 у 2002).
Національний склад (станом на 2002 рік):
- росіяни — 54 %
- шорці — 46 %